# 터미널 바이러스
터미널 바이러스(Terminal Virus)는 미국에서 제작된 댄 골든 감독의 1995년 액션, 공포, SF 영화이다. 수잔 아프리카 등이 주연으로 출연하였고 마이크 엘리엇 등이 제작에 참여하였다.

## 출연

### 주연
- 수잔 아프리카
- 제임스 브롤린

### 조연
- 니키 프린츠
- 브라이언 제네스
- 리차드 린치
- 케리 오번